# 682 до н. е.

## Події
23 лютого 682 року до н. е. відбулося кільцеподібне сонячне затемнення.
18 серпня 682 року до н. е. відбулося повне сонячне затемнення.

## Померли
- Чжуан-ван, Король з Династії Чжоу, Китай.